# Stade Yvan Georges
 (mars 2025).
Si vous disposez d'ouvrages ou d'articles de référence ou si vous connaissez des sites web de qualité traitant du thème abordé ici, merci de compléter l'article en donnant les références utiles à sa vérifiabilité et en les liant à la section « Notes et références ».
Le stade Yvan Georges est un stade de football situé à Virton en Belgique. Accueillant les matchs à domicile du Royal Excelsior Virton il peut recevoir jusque 4 600 spectateurs.

## Histoire
L'emplacement actuel, dit aussi Pré Jacquet, au Faubourg d'Arival date de 1925. Le premier terrain était situé « au Bosquet » dans une prairie du collège Saint Joseph.
En 1925, le Pré Jacquet était à l'époque un fond marécageux. Il fut donc surélevé et drainé. Des terres de remblai furent amenées principalement de la rue de la Croix-le-Maire, des wagonnets Decauville les répartissaient sur toute la surface. Tous les frais de la mise en état ainsi que ceux de la construction des premiers vestiaires en planches furent supportés par Albert Iserentant, président fondateur.
Le stade porte le nom d’un ancien président de l’Excelsior Virton, Yvan Georges, décédé en 1945.

## Présentation
Le stade a actuellement une capacité de 4 000 places.
- Bloc A: 500 places assises couvertes derrière le goal côté route.
- Bloc B: 495 places debout couvertes avec buvette et sanitaires à l'arrière.
- Business Seats: 103 places assises couvertes.
- Bloc C: 250 places assises couvertes sous les business seats dont 87 en C1 et 90 en C2.
- Bloc D: 297 places debout couvertes avec buvette et sanitaires à l'arrière. Cette tribune est dédiée aux supporters visiteurs lorsqu'ils sont nombreux.
- Bloc E: 180 places debout couvertes pour les visiteurs (avec séparation D-E), avec chemin d'accès grillagé depuis un parking réservé.
- Bloc F: 1710 places assises couvertes côté Saint-Mard dont:
  - Tribune F1: 470 places
  - Tribune VIP: 104 places
  - Tribune d'Honneur: 666 places
  - Tribune F2: 470 places
- Bloc G: 480 places debout non couvertes côté Saint-Mard. Zone établie à la place des anciens vestiaires et désignée comme espace jeune.